# Personal Taste
Personal Taste (hangul: 개인의 취향; rr: Kaeinui Chwihyang; também conhecido como Personal Preference) é uma série de televisão sul-coreana exibida pela MBC de 31 de março a 20 de maio de 2010, estrelada por Son Ye-jin e Lee Min-ho. Ele é baseado no romance homônimo de Lee Se-in, publicado em 2007.

## Enredo
Park Kae-in (Son Ye-jin) é uma designer de móveis impulsiva e desajeitada, ela passou muitos anos com o namorado Han Chang-ryul (Kim Ji-seok), mas acabam rapidamente sem incidentes. Então Kae-in é convidada para o casamento de seu bom amigo e companheiro de quarto Kim In-Hee (Wang Ji-hye) e fica horrorizada ao descobrir que o marido não é outro senão Chang-ryul. Quando finalmente fica cara a cara com eles, Kae-In explode na cerimônia de casamento e se transforma em caos total, terminando com seu coração partido.
Por outro lado, Jeon Jin-ho (Lee Min-ho) é um arquiteto que está tentando ganhar um projeto para a construção do Dam Art Center, operado pelo pai de Chang-ryul (Ahn Suk-hwan). Após a reunião, Jin-ho finge ser gay para ter acesso à casa e poder conseguir informações importantes para o seu projeto. No entanto, ao longo do tempo, a missão secreta de Jin-ho sai do planejado ao se apaixonar por Kae-in e terá de pôr em risco o seu projeto ou seu coração.

## Elenco
- Son Ye-jin como Park Kae-in
- Lee Min-ho como Jeon Jin-ho
- Kim Ji-seok como Han Chang-ryul
- Wang Ji-hye como Kim In-hee
- Ryu Seung-ryong como Choi Do-bin
- Jo Eun-ji como Lee Young-sun
- Jung Sung-hwa como Noh Sang-jun
- Im Seulong como Kim Tae-hoon
- Choi Eun-seo como Na Hye-mi
- Park Hae-mi como Jeon Jang-mi
- Ahn Suk-hwan como Han Yoon-sub
- Jang Won-young como secretário Kim
- Kang Shin-il como Park Chul-han

## Trilha sonora
1. Can't Believe It (말도 안돼) – Younha
2. Dropping Rain (빗물이 내려서) – Kim Tae-woo
3. My Heart is Touched (가슴이 뭉클) – SeeYa
4. You Called the Wings (그대라는 날개) – Kim Tae-woo
5. Making Love (사랑 만들기) – 4Minute
6. Like a Fool (바보처럼) – 2AM
7. 왕벌의 비행
8. Strange Feeling (야릇한 느낌)
9. 왕벌의 비행 (versão piano)
10. Like a Fool (instrumental)
11. Making Love (instrumental, versão guitarra)
12. You Called the Wings (instrumental)
13. My Heart is Moved (instrumental)
14. Dropping Rain (instrumental, versão violino)
15. Can't Believe It (instrumental, versão piano)

## Classificações
Na tabela abaixo, os números azuis representam as mais baixas classificações e os números vermelhos representam as classificações mais elevadas.
| Episódio | Data de transmissão original | Audiência média    | Audiência média              | Audiência média | Audiência média              |
| Episódio | Data de transmissão original | Classificação TNmS | Classificação TNmS           | AGB Nielsen     | AGB Nielsen                  |
| Episódio | Data de transmissão original | Em todo o país     | Região Metropolitana de Seul | Em todo o país  | Região Metropolitana de Seul |
| -------- | ---------------------------- | ------------------ | ---------------------------- | --------------- | ---------------------------- |
| 1        | 31 de março de 2010          | 12.7%              | 13.7%                        | 12.5%           | 13.8%                        |
| 2        | 1 de abril de 2010           | 11.4%              | 11.9%                        | 12.5%           | 14.2%                        |
| 3        | 7 de abril de 2010           | 12.9%              | 14.5%                        | 11.5%           | 13.0%                        |
| 4        | 8 de abril de 2010           | 12.8%              | 14.0%                        | 10.9%           | 12.7%                        |
| 5        | 14 de abril de 2010          | 13.0%              | 14.3%                        | 11.8%           | 13.6%                        |
| 6        | 15 de abril de 2010          | 12.2%              | 13.1%                        | 11.1%           | 12.7%                        |
| 7        | 21 de abril de 2010          | 13.6%              | 15.1%                        | 11.6%           | 14.0%                        |
| 8        | 22 de abril de 2010          | 13.0%              | 13.9%                        | 11.9%           | 13.2%                        |
| 9        | 28 de abril de 2010          | 14.2%              | 15.8%                        | 13.1%           | 15.1%                        |
| 10       | 29 de abril de 2010          | 13.9%              | 15.0%                        | 12.1%           | 13.7%                        |
| 11       | 5 de maio de 2010            | 16.2%              | 17.6%                        | 12.6%           | 14.4%                        |
| 12       | 6 de maio de 2010            | 14.3%              | 15.8%                        | 12.3%           | 14.0%                        |
| 13       | 12 de maio de 2010           | 12.1%              | 13.1%                        | 10.9%           | 12.6%                        |
| 14       | 13 de maio de 2010           | 13.2%              | 14.3%                        | 10.2%           | 11.8%                        |
| 15       | 19 de maio de 2010           | 12.4%              | 13.0%                        | 10.7%           | 12.1%                        |
| 16       | 20 de maio de 2010           | 14.3%              | 14.9%                        | 11.1%           | 12.4%                        |
| Média    | Média                        | 13.3%              | 14.4%                        | 11.7%           | 13.3%                        |

## Prêmios e indicações
| Ano  | Prêmio               | Categoria                  | Indicação               | Resultado |
| ---- | -------------------- | -------------------------- | ----------------------- | --------- |
| 2010 | MBC Drama Awards     | Prêmio de excelência, ator | Lee Min-ho              | Venceu    |
| 2010 | MBC Drama Awards     | Melhor novo ator           | Im Seulong              | Indicado  |
| 2010 | MBC Drama Awards     | Prêmio de popularidade     | Lee Min-ho              | Indicado  |
| 2010 | MBC Drama Awards     | Prêmio de popularidade     | Son Ye-jin              | Indicado  |
| 2010 | MBC Drama Awards     | Melhor casal               | Lee Min-ho e Son Ye-jin | Indicado  |
| 2010 | GyaO! Awards (Japão) | Melhor drama estrangeira   | Personal Taste          | Venceu    |